# 知新館
知新館とは、松平乗紀（まつだいらのりただ）によって美濃国の岩村藩に建設された藩校。美濃国初の藩校で林述斎や佐藤一斎を輩出した。

## 沿革
岩村藩は3万石の小藩でありながら、文教藩として全国に名を馳せた。元禄15年（1702年）、大給分家の松平乗紀（のりただ）が信州小諸より岩村へ転封するや、城下に文武所を建設し、後藤松軒の門人の佐藤勘平（周軒）を招いて藩士の子弟を教育した。美濃国では最初であり、全国的に見ても15番目以内に入る歴史ある藩学である。文武所は後に、論語の「温故而知新」（ふるきをたずねて新しきを知る）から「知新館」と改めたが、学舎が火災に遭ったため、新市場から現在の恵那南高校（前岩村高校）岩村校舎の敷地内へ移転し、以後、廃藩置県まで藩士の子弟教育を支えてきた。藩校は廃止されたが、その施設や精神は受け継がれ、現在の岩邑（いわむら）小学校の母体となった。
「知新館」へは藩士の子弟はすべて、数え年8歳で入学し、20歳で退学が許された。

## 教授内容
授業は午前8時から午後4時までで、学科は和学・漢学は朱子学、算法は関流、習礼は小笠原流、兵学は山鹿流、弓術は大和流、馬術は大坪流、槍術は無辺流、剣術は一刀流、砲術は久我流、柔術は制剛流などであった。
使用した教科書は、孝経・小学・四書（大学・論語・孟子・中庸）・五経（易・書・詩・礼・春秋）・左氏伝・史記・国語・文章軌範などであった。
授業方法は、生徒の長幼優劣に応じた個別指導で、孝経から五経までは素読を中心とし、習熟するにつれ教授の講義、生徒同士の輪読、さらに和漢・歴史・諸子百家などの輪読・質問・講義まで進む者もいた。
試験は春と秋の二回行われ、藩主と家老の前で、教頭が生徒の学力を勘案し、講義・訓解・作文等により実施された。
文武両道を兼修させる規則であったが、実際は四書を修得した者は、武術の普通免許を取った者と同等に扱われることになっており、学問の方を重んじていた。
また、成績優秀者には臨時の賞与のほか引米等の禄税の免除や奨励のため増加米が与えられたり、江戸や長崎などへの遊学が藩費で許可された。

## 出身者
藩校初代儒員の佐藤勘平に学んだ二代藩主乗賢（のりかた）は名君の誉れ高く、幕府の老中に抜擢されたが、後にも林述斎（三代藩主乗薀（のりもり）の三男。林家の養子になり、八代目大学頭を名乗る）や、幕府の学問所「昌平坂学問所」や私塾で全国から集まる俊英を教育し、著書「言志四録」で明治維新を成し遂げた多くの志士を鼓舞した佐藤一斎（佐藤勘平の曾孫）などを輩出し、文教藩岩村の名をほしいままにした。

## 遺構
1984年（昭和59年）に「知新館」正門は藩主邸跡に移された。正門は岩村高等学校創立時に正門の中に移築された釈奠の間とともに岐阜県指定文化財に指定されている。毎年4月には釈奠の儀（孔子祭）が執り行われている。